# Thomas Russell Crampton
Thomas Russell Crampton (6 de agosto de 1816 – 19 de abril de 1888) fue un ingeniero británico que comenzó su carrera en la construcción del Great Western Railway de Brunel. Es principalmente conocido como el diseñador de las locomotoras Crampton, pero estuvo interesado en otros muchos campos de la ingeniería, como el telégrafo eléctrico y el proyecto del Túnel del Canal de la Mancha, para el que diseñó una máquina perforadora. Sus locomotoras tuvieron mucha mejor acogida en Francia, Alemania e Italia que en el propio Reino Unido.

## Biografía
Hijo de John y Mary Crampton, vecinos de Prospect Cottage (actualmente Dickens Walk), Broadstairs, donde nació el 6 de agosto de 1816. Su padre se dedicaba a la fontanería y a la arquitectura. Fue educado en privado. Contrajo matrimonio con Louisa Martha Hall (cantante y amiga de la famosa soprano sueca Jenny Lind), el 25 de febrero de 1841. Tuvieron ocho hijos, seis chicos y dos chicas. La hija mayor, Ada Sarah, murió a los cuatro años de edad el 16 de febrero de 1857. Crampton donó una ventana emplomada a la iglesia de Saint Peter de  Broadstairs en su memoria. Su hija más joven, Louisa, se casó con Sir Horace Rumbold, Embajador en Holanda.
La primera esposa de Crampton falleció el 16 de marzo de 1875. Se casó en segundas nupcias con Elizabeth Werge el 25 de agosto de 1881.
Murió en su casa (número 19 de Ashley Place, Westminster) el 19 de abril de 1888. Fue enterrado en el Cementerio de Kensal Green de Londres. Dejó seis hijos y una hija.

## Carrera profesional
Crampton se inició en la profesión de ingeniero con Marc Isambard Brunel en el Great Western Railway (GWR) en Swindon.

### Great Western Railway 1839-43
Crampton trabajó a partir de 1839 como ayudante de Marc Brunel y de Daniel Gooch en la conexión del GWR. Intervino en el diseño de las locomotoras del tipo "Firefly". El objetivo de Gooch era producir locomotoras de vía ancha mejores que las de las líneas de ancho estándar, demostrando de paso la superioridad técnica del sistema de vía ancha. Crampton, ignorando el proyecto del GWR, tuvo la idea de mejorar las locomotoras de ancho de vía estándar, de modo que podrían igualar a las de vía ancha. En 1843, abandonó el GWR.

### Desarrollo 1844-51

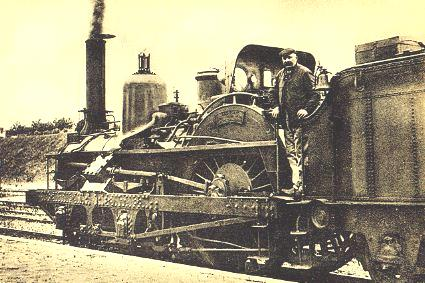
1846 Locomotora Crampton

Crampton se dio cuenta de que las locomotoras del GWR eran mejores que las de ancho estándar por una serie de razones. La vía ancha permitía un diámetro de caldera más grande y un centro de gravedad más alto para la misma estabilidad. También permitía alojar un fogón y un área de calentamiento mayores. Ruedas de tracción más grandes posibilitaban velocidades de pistón más bajas, lo que redundaba a su vez en una mayor velocidad de las locomotoras sin necesidad de forzar la capacidad del motor hasta su agotamiento.
En 1843, Crampton obtuvo una patente para su nuevo diseño de locomotora. Estas locomotoras han sido reconocibles desde entonces por su singular aspecto, con una gran rueda de tracción colocada detrás del hogar. Pero sobre todo, incluyó importantes mejoras técnicas, base del diseño de las locomotoras que vendrían más adelante. Las tres mejoras más importantes fueron:
- Pasos de vapor ensanchados.
- Superficies de calentamiento amplias.
- Generosas superficies de apoyo en las ruedas.[5]

Entre 1844 y 1848, Crampton trabajó para John Rennie y George Rennie.
En 1845, Crampton recibió el primer pedido solicitando una locomotora construida según su patente. El ferrocarril belga de Namur y Lieja encargó tres locomotoras con ruedas tractoras de 7 pies (2,13 m) de diámetro y con un quemador de 14,5 pies cuadrados (1,35 m²). Fueron construidas por la empresa Tulk and Ley de Whitehaven. Una de las locomotoras fue probada en 1847 en el "London and North Western Railway", compañía que también construyó una "locomotora patente Crampton" en Crewe. Otras dos locomotoras fueron compradas por el LNWR, incluyendo una 6-2-0 Liverpool construida por Bury, Curtis y Kennedy en 1848, con ruedas tractoras de 8 pies (2,44 m) de diámetro. Se declaró que había alcanzado una velocidad de 79 millas por hora (127 km/h), con una media de 53 millas por hora (85 km/h) a lo largo de 30 millas (48 km) y con una carga de 60 toneladas. Otra marca reclamada era para el arrastre de ocho vagones a lo largo de 16 millas (26 km) con una velocidad media de 74 millas por hora (119 km/h).
Uno de los diseños de locomotora de Crampton incluía una transmisión de paso indirecto, con un cigüeñal entre las ruedas de tracción. Esta locomotora tenía una disposición de ruedas tipo 2-2+2-2. En 1847, Crampton fue uno de los miembros fundadores de la Institución de Ingenieros Mecánicos, y en 1848 instaló en Londres sus negocios de Ingeniero Civil. En 1850, una locomotora Crampton fue exhibida en Birmingham, incluyendo contrapesos de equilibrio en las ruedas de tracción. Esta característica particular fue comentada tiempo después por el reputado ingeniero diseñador de locomotoras de vapor William Stroudley.
En 1851, Crampton puso en marcha la "Broadstairs Gasworks" (compañía de suministro de gas de su localidad natal), supervisando la construcción y financiando muchos de los trabajos.

### Ferrocarril Oriental del Sur 1851-88

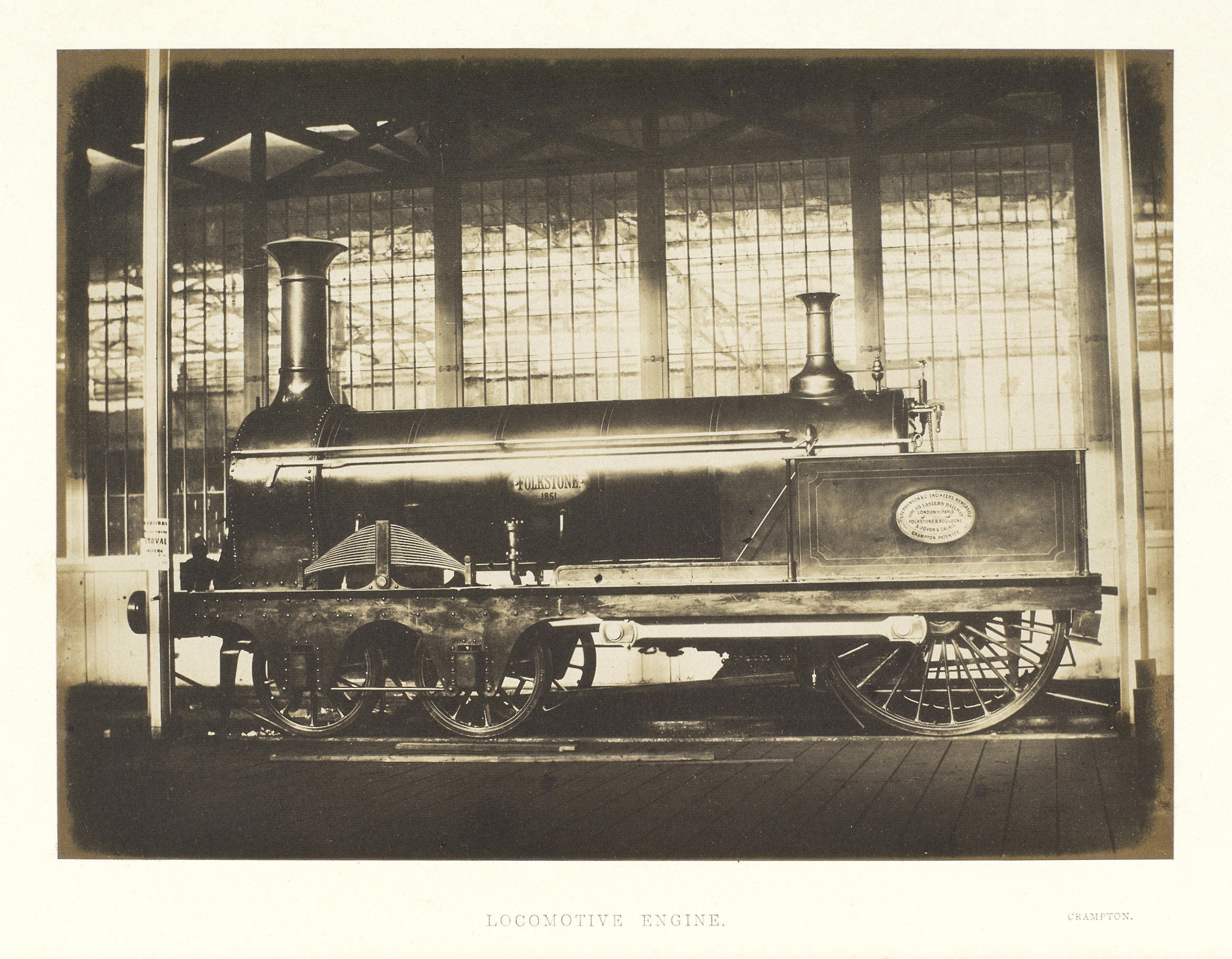
Núm. 136 Folkstone en La Gran Exposición de Londres, 1851

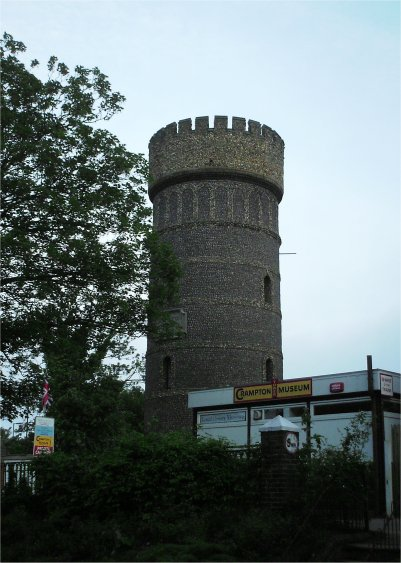
Torre de suministro de agua en Broadstairs, erigida por Crampton

Hacia 1851, Crampton estaba trabajando para el South Eastern Railway (Ferrocarril Oriental del Sur) (SER). En aquel año, fueron construidas diez nuevas locomotoras Crampton. Una de ellas, la Núm.136 Folkstone fue exhibida en La Gran Exposición de Londres. En 1854, Crampton fue nombrado miembro de la Institución de Ingenieros Civiles y en 1855 fue el responsable del edificio del "Servicio de Suministro de Agua de Berlín".
En 1859, Crampton fundó la "Broadstairs Water Company", construyendo un depósito de agua en forma de torre de 80 pies (24,38 m) de altura, que ahora forma parte del Crampton Tower Museum. La torre de agua tenía una capacidad de 83.000 galones imperiales (380.000 l) de agua. El control de la "Broadstairs Waters Company", fue tomado por el Consejo de Distrito Urbano de Broadstairs en 1901. 
En 1860, Crampton diseñó una torre para la Iglesia de la Santísima Trinidad (Holy Trinity Church) de Broadstairs. Dickens la describió como un "templo horrendo de sílex, un pajar petrificado". Crampton donó un reloj como regalo personal a la iglesia, y también pagó un puente de hierro forjado construido a través de "Goodson Steps". Este puente es conocido como el puente "Louisa Gap", nombrado así en honor de su hija más joven. Crampton fue elegido Vicepresidente de la Institución de Ingenieros Mecánicos en 1883.

### Peto, Betts y Crampton
Crampton se convirtió en socio de Sir Samuel Morton Peto y de Edward Betts para emprender parte de la construcción del Ferrocarril de Londres, Chatham y Dover. Cuando la sociedad quebró en 1867, Crampton quedó en bancarrota, pero, a diferencia de Peto y Betts, fue capaz de mantener su buena reputación, y pudo continuar su actividad empresarial.

### Líneas de ferrocarril construidas
Crampton fue, completamente o en parte, responsable de las líneas de ferrocarril construidas entre Esmirna y Aidin; Varna y Rustchuk; Strood y Dover; Sevenoaks y Swanley; y Herne Bay y Faversham. Las últimas tres líneas fueron construidas por el London, Chatham and Dover Railway (LCDR). Crampton fue también el contratista, y último presidente del East and West Junction Railway. Una locomotora Crampton se usó para tirar del primer tren de Kineton a Fenny Compton. Crampton también fue socio del Mont Cenis Pass Railway

### Telégrafo eléctrico
Crampton fue responsable del tendido del primer cable submarino internacional en el mundo, montado en el Estrecho de Dover en 1851. Los primeros mensajes fueron enviados el 13 de noviembre de 1851, y el cable estuvo en servicio hasta 1859.
La compañía detrás del proyecto era una asociación Anglo-Francesa, conocida como "la Compagnie du télégraphe sous-marin" en Francia y "The Submarine Telegraph Company between France and England" en Gran Bretaña. Crampton era el ingeniero, y Charlton Wollaston era el técnico eléctrico implicado en hacer funcionar el cable a través del Canal. El "SER" era otro usuario temprano del telégrafo eléctrico, por la utilización de sus cables para completar la conexión entre París y Londres a través de Dover.

### Túnel del Canal
Crampton diseñó una máquina hidráulica perforadora automática para túneles, que pretendió que fuese utilizada en la construcción del Túnel del Canal. Las modernas técnicas de perforación se han basado en esta invención.

## Reconocimientos
- Member of the Institution of Civil Engineers" (MICE) (Miembro de la Institución de Ingenieros Civiles)
- Member of the Institution of Mechanical Engineers (MIMechE) (Miembro de la Institución de Ingenieros Mecánicos)
- Miembro de la Orden Prusiana del Águila Roja.[6] en 1856.
- Un museo instalado en su localidad natal de Broadstairs, en Kent, denominado "Crampton Tower Museum",[14] conmemora la vida y obra del ingeniero.